# Carnaval de Negros y Blancos

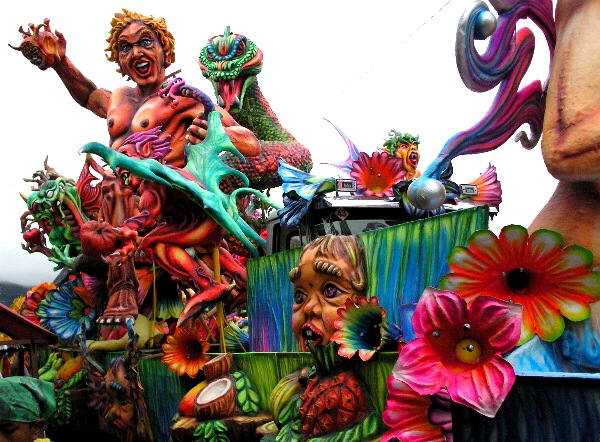
Praalwagen op Día de Blancos, 6 januari

Carnaval de Negros y Blancos is een carnaval uit Colombia, het is het grootste en belangrijkste feest in het zuiden van het land. Het carnaval vindt plaats van 2 tot 7 januari in Pasto en trekt een aanzienlijk aantal Colombiaanse en buitenlandse toeristen.
Het carnaval wordt voorafgegaan door Día de los Santos Inocentes (28 december), het Desfile del Año Viejo (31 december), het Carnavalito (Kindercarnaval, 3 januari) het aankomst van de Famílie Castañeda (4 januari), het Día de Negros (5 januari), het Día de Blancos (6 januari) en Remate del Carnaval (7 januari).
Carnaval de Negros y Blancos staat sinds 2009 vermeld op de Lijst van Meesterwerken van het Orale en Immateriële Erfgoed van de Mensheid.

## Galerij

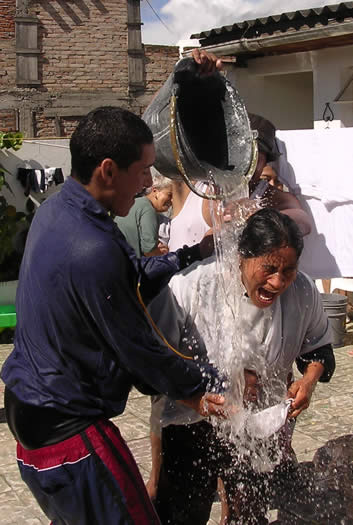
Waterspel, op Día de los Santos Inocentes, 28 december
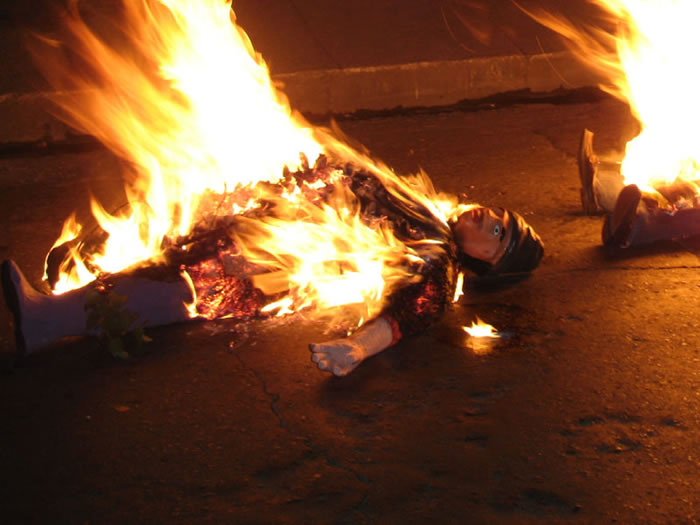
Oudejaarsavond Pop (speelgoed), 31 december
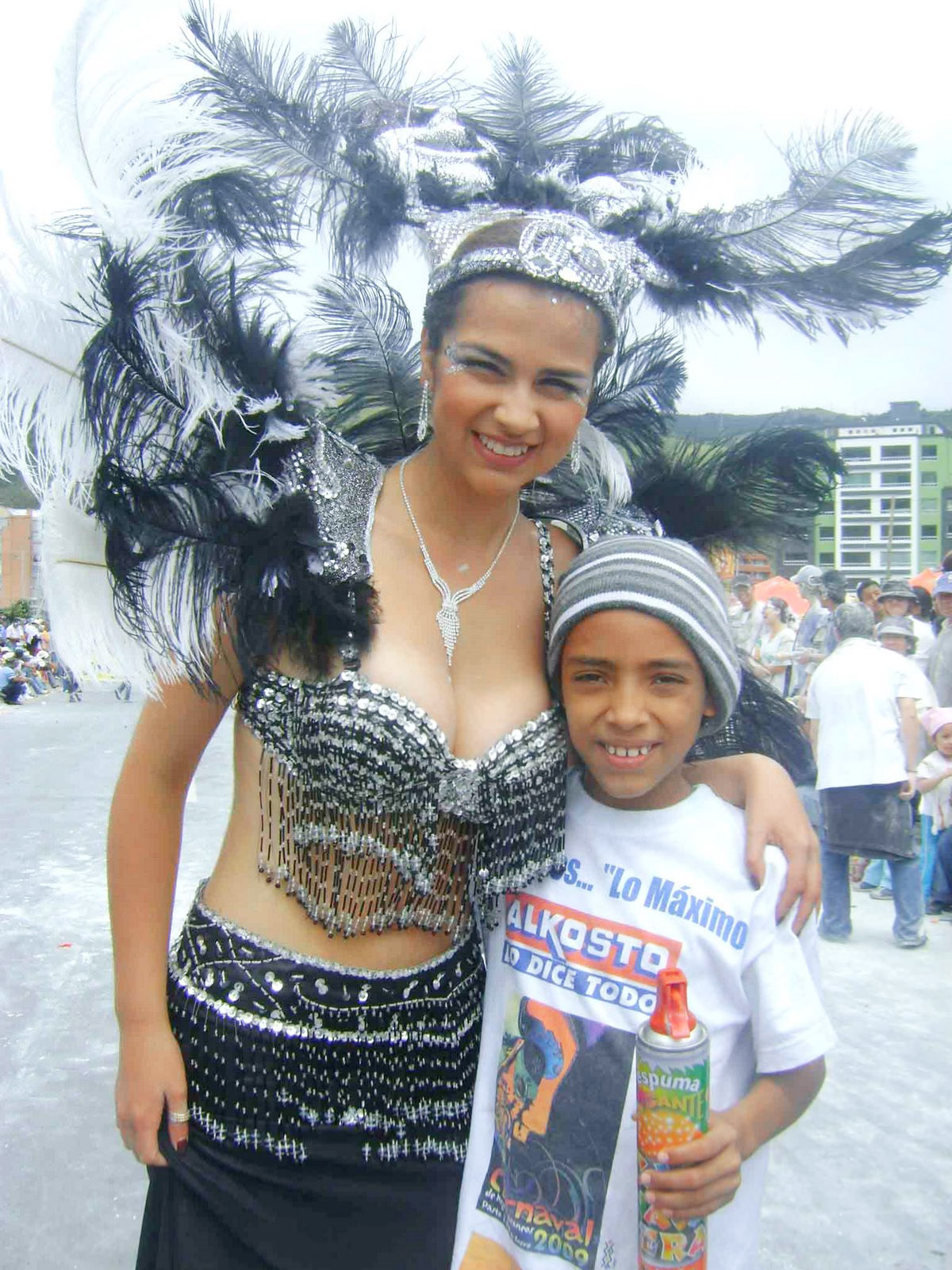
Kindercarnaval, 3 januari
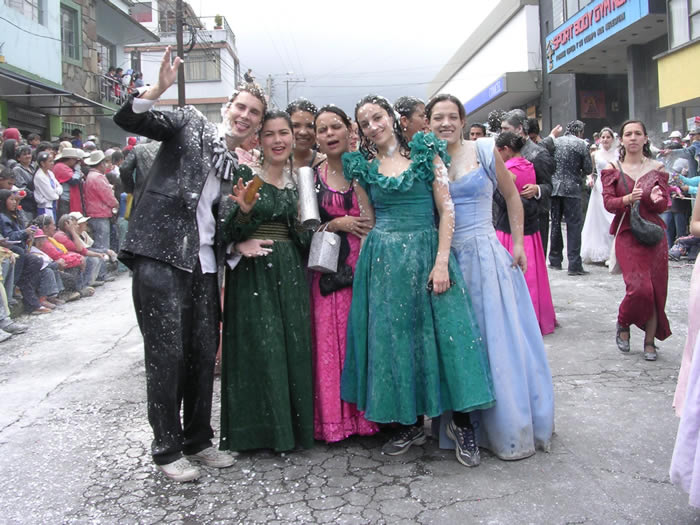
Aankomst van de Famílie Castañeda, 4 januari
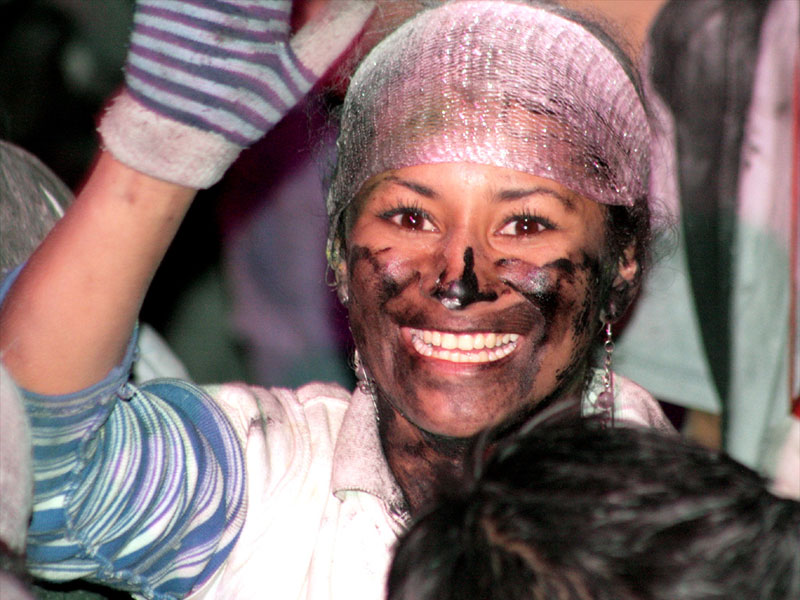
Día de Negros, 5 januari
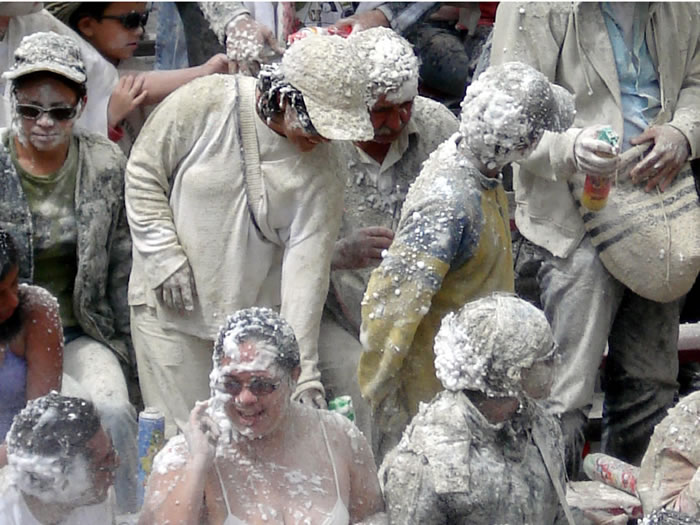
Día de Blancos, 6 januari
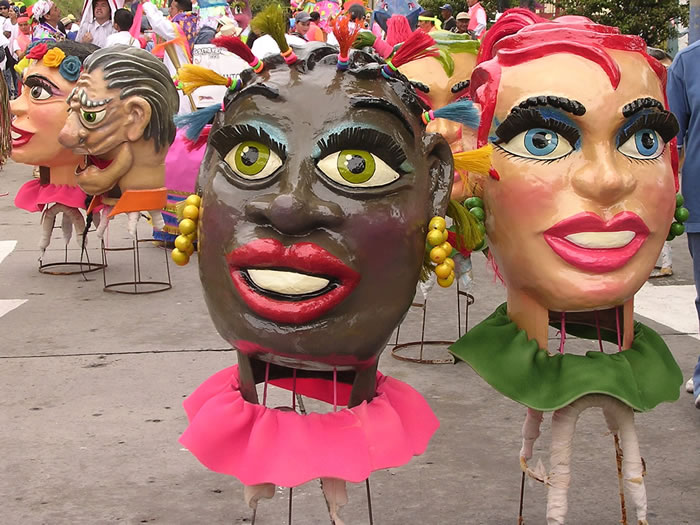
Maskers, 6 januari
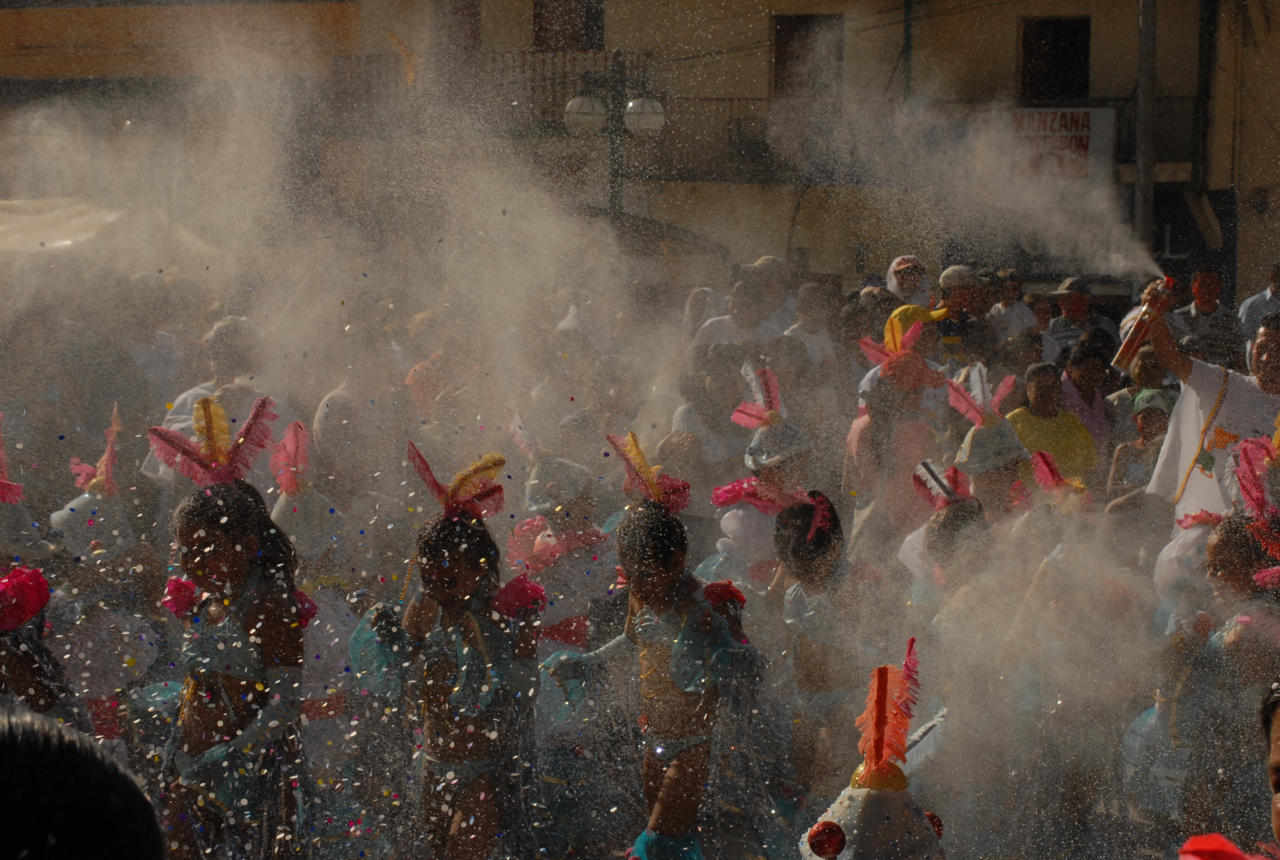
Talc op  Día de Blancos, 6 januari
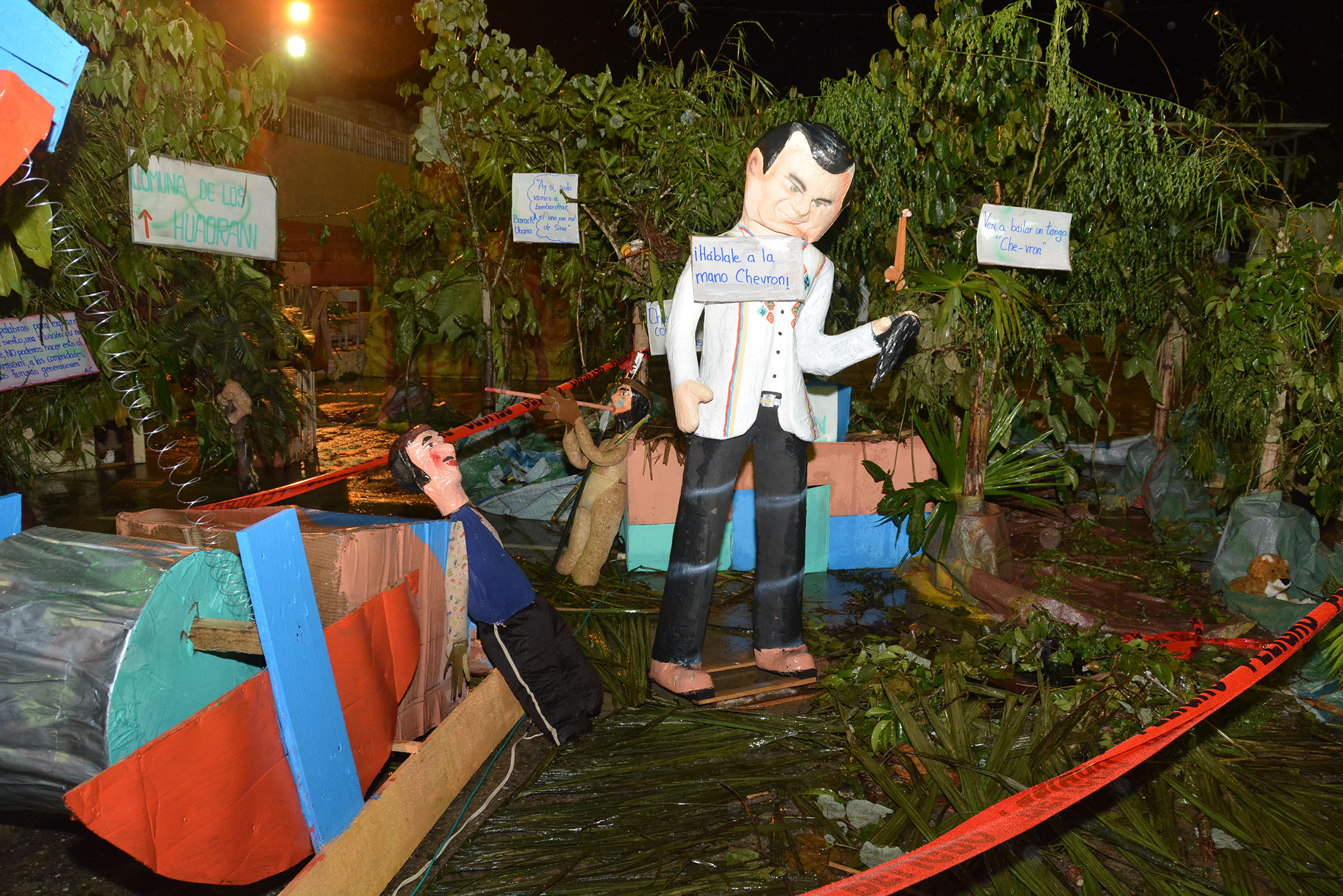
Concurso de años Viejos, 2013